# Гласник Народне библиотеке Србије
Гласник Народне библиотеке Србије је научни часопис Народне библиотеке Србије који излази једном годишње, покренут 1999. године, са циљем да јавност упозна са стручним и научним радом њених библиотекара као и да презентује нове идеје и достигнућа у области библиотекарства у Србији и у свету.

## Гласник некада и сад
Иако часопис излази од 1999. године, родио се још далеке 1940. године. После кратког првог постојања уследио је други, још краћи, током 1960, и трећи, 1978. и 1979. Гласник Народне библиотеке Србије од 2016. године има нову редакцију коју чине Тања Тасић, Драгана Милуновић, Јелена Бенић, Небојша Ковачевић и Дејан Вукићевић, који је уједно и уредник. Главни и одговорни уредник је Ласло Блашковић. Према новој концепцији неће бити тематских бројева, већ само један до два темата и одређене рубрике. У годишњаку за 2016. годину тема је – цензура у библиотекарству и издаваштву.

## Темати
- Садржинска обрада;
- Посебне збирке;
- Сарадња корисника и библиотекара;
- Круг;

У часопису се налазе различити текстови из области библиотекарства који прате актуелна дешавања и помажу развоју и унапређењу и развоју библиотечке струке.

## Уредници
- од бр. 1 (2001) Сретен Угричић, уредник Владимир Шекуларац;
- од бр. 1 (2006) Сретен Угричић, уредник Саша Илић;
- од бр. 1 (2014/15) Ласло Блашковић

## Штампарије
- од бр. 1 (2003) Слава, Сопот;
- од бр. 1 (2006) Стандард 2, Београд;
- од бр. 1 (2014/15) Retro print, Београд

## Језик часописа
Чланци су на српском језику а резимеи на енглеском и руском